# Хора (астрология)
Хора́ (санскр. होरा, IAST: horā, рус. час, заимствовано из древнегреческого ὥρα (hṓra); этимология: ахоратра (ahorātra)) — является ветвью традиционной индийской астрологии, известной как Джьотиша. Имеет дело с тонкостями прогнозирующих методов, в отличие от Сиддханты (астрономия) и Самхиты (астрология).
Астрологические аспекты Хора́:
1. Джа́така ша́стра (санскр. जातक शास्त्र, IAST: Jātaka Shāstra) или Хора́ ша́стра (санскр. होरा शास्त्र, IAST: Hōrā śāstra) — натальная астрология: прогноз на основе индивидуального гороскопа.
2. Муху́рта или Муху́ртха (санскр. मुहूर्ता, IAST: Muhūrtā, IAST: Muhūrthā) — элективная астрология: выбор благоприятного времени для начала деятельности, чтобы получить максимальную отдачу от жизненных действий.
3. Свара́ ша́стра (санскр. स्वरा शस्त्र, IAST: Svarā śastra) — фонетическая астрология: предсказания, основанные на имени и звуках.
4. Прашна́ (санскр. प्रष्णा, IAST: Praṣṇā) — хорарная астрология: прогнозы, основанные на времени, когда задан вопрос.
5. Анка́ джьо́тиша (санскр. अंक ज्योतिष, IAST: Aṅka jyōtiṣa) или Кабалаха (санскр. कबालाह, IAST: kabālāha) — нумерология: раздел астрологии, основанный на числах.
6. Нади́ джьо́тиша (санскр. नादी ज्योतिष, IAST: Nādī jyōtiṣa) — астрология Нади: древний трактат с подробными предсказаниями для отдельных людей.
7. Та́джика́ ша́стра (санскр. ताजिका शास्त्र, IAST: Tājikā śāstra) или Варша пхала (санскр. वर्षा फाल, IAST: varṣā phāla) — годовой гороскоп: астрология, основанная на ежегодных солнечных возвращениях.
8. Джайми́ни су́тры (санскр. जैमिनी सुत्रा, IAST: Jaiminī sutrā) — нетрадиционный метод определения времени событий, используемый индийским астрологом Ачарья Джаймини.
9. Настья́такам (санскр. नस्टजाटकम, IAST: Nasṭajāṭakama) — искусство отслеживания и построения утраченных гороскопов.
10. Стри́джатака (санскр. स्त्रीजतका, IAST: Strījatakā) — женская астрология: специальная ветвь астрологии, занимающаяся женскими натальными картами.
11. Граха́ саму́дрики (санскр. राह समुद्रीकी, IAST: Grāha samudrīkī) — хиромантия: гороскоп по чтению рук.
12. Хаста рекха (санскр. हस्त रेखा, IAST: Hasta rēkhā) или Самудрика шастра (санскр. समुद्रिका शास्त्र, IAST: samudrikā śāstra) — хиромантия: гороскоп по чтению ладоней.
13. Падата́ла ша́стра (санскр. पडताल शस्, IAST: Paḍatāla śastra) — гороскоп по ногам: основано на чтении линий и знаков на подошве.
14. Шаку́на ша́стра (санскр. शकुना शास्त्र, IAST: Śakunā śāstra) — приметы: предсказания, основанные на приметах и предзнаменованиях.
15. Сва́пна ви́дья (санскр. स्वप्न विद्या, IAST: Svapna vidyā) — толкование сновидений.
16. Капала́ ви́дья (санскр. कपला विद्या, IAST: Kapalā vidyā) — френология.
17. А́крити ви́дья (санскр. अकृति विद्या, IAST: Akr̥ti vidyā) — физиогномика: основано на структуре и родинках тела.
18. Ке́рала джьо́тиша (санскр. केरला ज्योतिषा, IAST: Kēralā jyōtiṣā) — предсказания, основанные на ответе относительно названия цветка, или цвета, или касания части тела.
19. Реме́диала джьо́тиша (санскр. रेमेडियल ज्योतिष, IAST: Rēmēḍiyala jyōtiṣa) — ремедиал астрология: различные способы умиротворения планет, основанные на планетарных положениях для религиозных целей.